# Nectandra venulosa
Nectandra venulosa är en lagerväxtart som beskrevs av Carl Daniel Friedrich Meisner. Nectandra venulosa ingår i släktet Nectandra och familjen lagerväxter. Inga underarter finns listade i Catalogue of Life.